# Kaavere, Viljandimaa
Kaavere är en ort i Estland. Den ligger i Kolga-Jaani kommun och landskapet Viljandimaa, i den centrala delen av landet, 130 km sydost om huvudstaden Tallinn. Kaavere ligger 44 meter över havet och antalet invånare är 128.
Terrängen runt Kaavere är mycket platt. Runt Kaavere är det mycket glesbefolkat, med 5 invånare per kvadratkilometer. Närmaste större samhälle är Kolga-Jaani, 7,4 km norr om Kaavere. Omgivningarna runt Kaavere är en mosaik av jordbruksmark och naturlig växtlighet.